# Douglas (Géorgie)
Pour les articles homonymes, voir Douglas.
Douglas est une ville de Géorgie, aux États-Unis. Il s'agit du siège du comté de Coffee.

## Démographie
| 1900 | 1910  | 1920  | 1930 | 1940  | 1950  |
| ---- | ----- | ----- | ---- | ----- | ----- |
| 617  | 3 550 | 3 401 | 426  | 5 175 | 7 428 |

| 1960  | 1970   | 1980   | 1990   | 2000   | 2010   |
| ----- | ------ | ------ | ------ | ------ | ------ |
| 8 736 | 10 195 | 10 980 | 10 464 | 10 639 | 11 589 |